# روابط ارمنستان و بلغارستان
روابط خارجی بین ارمنستان و بلغارستان وجود دارد. هر دو کشور عضو کامل سازمان همکاری اقتصادی دریای سیاه و شورای اروپا هستند. هر دو کشور سفارتخانه‌های خود را در پایتخت‌های مربوطه دارند.